# Sidney Franklin (acteur)
Pour les articles homonymes, voir Sidney Franklin.
Sidney Franklin (20 mai 1870–18 mars 1931) est un acteur de théâtre et de cinéma américain. Il apparaît dans une trentaine de films du cinéma muet et des débuts du cinéma parlant.

## Théâtre
- 1922 : Abie's Irish Rose d' Anne Nichols[2]

## Filmographie
- 1919 : The Sleeping Lion (en)
- 1921 : Welcome Children
- 1921 : Les Trois Mousquetaires (The Three Musketeers)
- 1921 : Playing with Fire
- 1922 : The Guttersnipe (en)
- 1922 : The Call of Home
- 1922 : Dusk to Dawn
- 1922 : The Vermilion Pencil (en) de Norman Dawn
- 1923 : The Love Trap
- 1923 : Fashion Row
- 1924 : L'Enfant des Flandres (A Boy of Flanders)
- 1924 : The Red Lily
- 1924 : In Hollywood with Potash and Perlmutter
- 1925 : One of the Bravest
- 1925 : Les Siens (His People) d'Edward Sloman
- 1925 : The Texas Trail
- 1926 : Somebody's Mother
- 1926 : The Block Signal
- 1926 : Savage Passions
- 1926 : Rose of the Tenements
- 1927 : Colleen (en)
- 1928 : Wheel of Chance
- 1930 : Lummox  de Herbert Brenon
- 1930 : Vertige (Puttin' on the Ritz) d'Edward Sloman